# Фрекинг, Блейк
Блейк Фрекинг (англ. – Blake Freking) -  известный американский гонщик на собачьих упряжках. Ветеран крупнейших в мире гонок  Iditarod (на 1770 км), Yukon Quest (на 1600 км). Чемпион гонки John Beargrease Sled Dog Marathon. Заводчик сибирских хаски. Проживает в  Финляндии, шт. Миннесота (США)

## Биография
Родился в 1974 году в Херон-Лейке, шт. Миннесота (США) в семье фермера, занимающегося выращиванием зерновых и скотоводством.
Дизайнер.  В 1994 году получил диплом по специальности «Разработка и дизайн механизмов».
Несколько лет  работал по специальности в компании Hitch Doc Manufacturing, производящей комплектующие для тюнинга и запчасти для мотоциклов  по заказу компании  Lake Air Metal Products (Миннеаполис). Его главный проект - разработка дизайна знаменитой V-серии круизных мотоциклов VRSC компании «Harley Davidson».
В 1991 году начал заниматься скиджорингом  как любитель.
С 2000 года начал профессиональную карьеру в ездовом спорте.
С 1998 по 2000 год Блэйк работал в питомнике ездовых собак Эрла и Натали Норрис Howling Dog Farm в Уиллоу, шт. Аляска. В этот период он тренирует собак, участвует в гонках.
В 1999 году на гонке Iditarod работает хандлером в команде гонщика Шона Сайделингера.
С 2002 года и по настоящее время Блейк и его жена Дженнифер содержат крупный – около 70 особей – питомник ездовых собак породы сибирский хаски - «Manitou Crossing Kennels».

## Спортивные достижения
Блейк Фрекинг участник большинства крупных гонок на собачьих упряжках, проводимых в Северной Америке, включая такие, как:
- Iditarod, 1100 миль (1770 км), шт. Аляска (США);
- Yukon Quest,  1000 миль (1610 км), провинция Юкон (Канада) и шт. Аляска (США);
- John Beargrease Sled Dog Marathon , 400 миль (640 км), шт. Миннесота (США);
- Race to the Sky, 350 миль (560 км), шт. Монтана (США);
- Hudson Bay Quest, 240 миль (384 км), провинция Манитоба (Канада)
- Upper Peninsula 200, 200 миль (320 км) и 240 миль (384 км), шт. Мичиган (США)
- Can Am Crown, 250 миль (400 км), шт. Мэн (США)
- Knik 200, 200 миль (320 км),  шт. Аляска (США)
- Klondike 300, 300 миль (480 км), шт. Аляска (США)
- Midnight Run,  шт. Мичиган (США)
- Empire 130, 130 миль (208 км), шт. Висконсин (США),
- Voyaguer Classic, шт. Миннесота (США).

В 2000 году в гонке Klondike 300 занял 7-е, а в гонке и Knik 200 - 5 место.
В этом же году, в четвертый раз участвуя в гонке Iditarod, Блейк Фрекинг со своими собаками прошел 1770 км с 46-м результатом, обойдя 35 упряжек.
Начиная с 2001 года Блэйк постоянно тренируется и выступает на таких гонках, как Upper Peninsula 200 и Midnight Run, Solon Springs, Bayfield и Grand Portage Passage.
В 2004 году Блэйк и собаки из его питомника – «Manitou Crossing Kennels» победили в  640-километровой гонке John Beargrease Sled Dog Marathon, разрушив устоявшийся стереотип о том, что упряжки с чистопородными сибирскими хаски не могут успешно конкурировать с упряжками, запряженными метисами.  Примечательно, что Блейк Фрекинг добился такого яркого результата, впервые участвуя в гонке John Beargrease Sled Dog Marathon.
В 2005 году Блэйк Фрекинг со своей упряжкой занимает 11-е место в гонке Yukon Quest.
В 2006 году Блэйк Фрекинг приходит вторым на финиш John Beargrease Sled Dog Marathon и пятым на Can-Am 250.
В 2008 году на гонке Iditarod Блэйк Фрекинг  и его сибирские хаски устанавливают рекорд для чистопородной упряжки.
В 2010 году он побил собственный рекорд, пройдя 1770 км гонки  Iditarod за  11 дней 20 часов 39 минуты 11 секунд.
Рекордные результаты Блейка Фрекинга в гонках Iditarod-2008 и Iditarod-2010 продержались до 2013 года.
В 2014 Блейк Фрекинг участвует в гонке Hudson Bay Quest (на 338 км) и приходит на финиш 4-м с результатом 35 часов 45 минут 51 секунда, уступив лидеру гонки Райану Андерсену (англ. - Ryan Anderson) чуть больше 10 минут.

## Специальные награды
- В 2004 году - приз в номинации «Новичок года» -  John Beargrease Sled Dog Marathon.
- В 2009 году - премия за лучшую ветеринарную заботу о собаках упряжках - гонка Upper Peninsula 200.
- В 2014 году – звание "Спортивная награда - Открытие года" – гонка John Beargrease Sled Dog Marathon.

## Личная жизнь
Блейк Фрекинг женат, имеет двоих детей.

## Хобби
Страстью Блэйка Фрекинга является преодоление пространств и ездовые собаки. Кроме того он собирает мотоциклы «с историей» и путешествует на них. Увлекается рыбной ловлей и охотой. Ведет активную деятельность по популяризации ездового спорта.

## Благотворительность,волонтерствои популяризация ездового спорта
С 2004 года Блэйк Фрекинг сотрудник Федеральной службы охраны лесов США, волонтер поисково-спасательной группы, специализирующейся на спасении терпящих бедствие в горах.
С 2013 года входит в состав судейской команды благотворительного спортивного проекта - Международной этапной гонки на собачьих упряжках «Северная Надежда Архивная копия от 4 марта 2016 на Wayback Machine» в качестве судьи. Также он был маршалом Юниорской гонки «Маленькая Северная Надежда-2013» и судьей гонки - Драйленд «Северная Надежда Off-Snow 2013», организуемых ежегодно при Центре ездового спорта «Северная Надежда» (с. Дементьево, Нейского района Костромской области).
В 2014 году Блейк Фрекинг – маршал (главный судья) благотворительных гонок «Северная Надежда-2014» и «Маленькая Северная Надежда – 2014». Под его руководством впервые в России в ходе гонки «Северная Надежда-2014» реализован новый элемент – ночной чекпойнт в лесу между ночным и дневным этапами соревнований.
Блейк Фрекинг много путешествует по Северной Америке,  России, Швеции и Италии с лекциями и семинарами, посвященными проблемам  ухода за ездовыми собаками, методам их дрессировки, организации ездового спорта и выживания гонщиков и собак в неблагоприятных погодных условиях зимних многодневных гонок.